# Nowy Ząb
Nowy Ząb – turniczka o ostrym kształcie w grani Kominów Zdziarskich w słowackich Tatrach Bielskich. Wznosi się na wysokość 1801 m n.p.m. pomiędzy Niżnią Nową Przełęczą (1791 m) po północnej stronie, a Niżnią Nową Szczerbiną (1789 m) na południu. Znajduje się w masywie Nowej Baszty. Na zachodnią stronę (do Nowej Doliny) opada ścianką o wysokości kilkunastu metrów. Na wschodnią stronę (do Hawraniego Kotła) opada 80-metrowej wysokości pionową, a częściowo przewieszoną ścianą.
Pierwsze przejście granią od Niżniego Nowego Przechodu na szczyt Nowego Wierchu: Vladimir Tatarka i Martin Pršo 21 października 1987 r. (trudność 0-4 w skali tatrzańskiej). Wejście z Niżniej Nowej Szczerbiny na Nowy Ząb bardzo kruchym i eksponowanym ostrzem (IV) o wysokości około 20 m. Zejście z turniczki na północne siodło Niżniej Nowej Przełęczy ma wysokość około 10 m i jest również strome (III). Można turniczkę ominąć zjeżdżając zachodnim stokiem z Niżniego Nowego Przechodu (ok. 15 m) na znajdujące się pod jej granią trawniki i nimi bez trudności przejść na północne siodło Niżniej Nowej Przełęczy. 

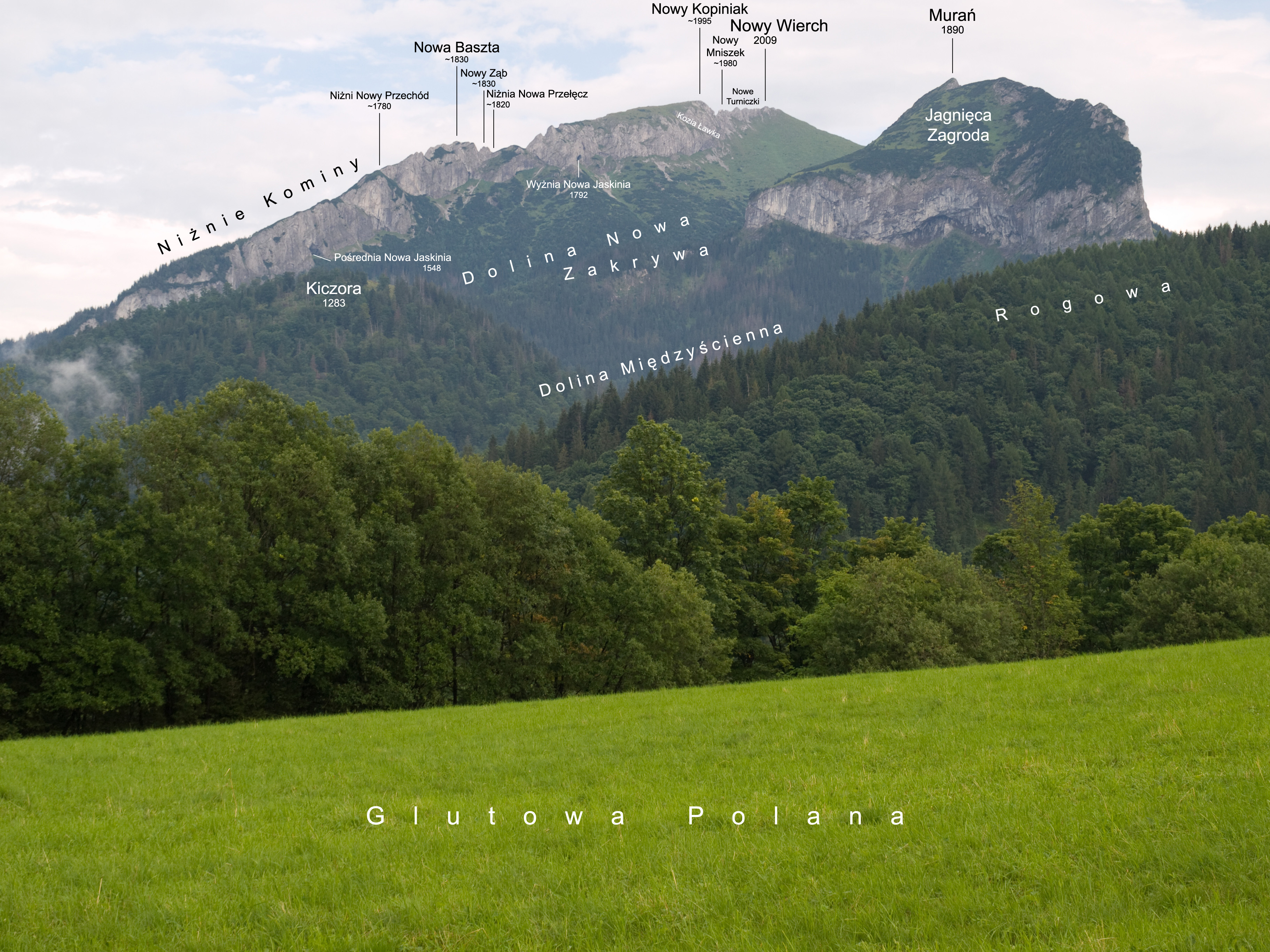
Nowy Ząb po lewej stronie szczytu Nowego Wierchu

Znajduje się w zamkniętym dla turystów i taterników obszarze ochrony ścisłej Tatrzańskiego Parku Narodowego.